# TOKIO (음반)
《TOKIO》는 1994년 11월 21일 발매한 TOKIO의 첫 번째 앨범이다.

## 설명
- TOKIO에 있어서 첫 번째 정규 앨범.
- 데뷔 싱글 《LOVE YOU ONLY》만을 발매하고 바로 발매한 앨범. 이 후 〈明日の君を守りたい ~YAMATO 2520~〉는 리컷되어 두 번째 싱글로 발매한다.

## 수록곡
1. LOVE YOU ONLY
2. こんなに愛してるのに
3. 恋のカリキュラマシーン
4. シェリー・アムール
5. 明日の君を守りたい
6. ロマンチストは傷つかない
7. 素顔のままでアイ・ラブ・ユー
8. 史上最大のクレイジー・ラブ
9. White X'mas Eve
10. 時代をよろしく!